# Solrinnes
Solrinnes és un municipi francès, situat a la regió dels Alts de França, al departament del Nord. L'any 2006 tenia 119 habitants.

## Demografia
| 1962                                       | 1968 | 1975 | 1982 | 1990 | 1999 | 2006 |
| ------------------------------------------ | ---- | ---- | ---- | ---- | ---- | ---- |
| 43                                         | 74   | 87   | 112  | 104  | 96   | 118  |
| Des de 1962: població sense dobles comptes |      |      |      |      |      |      |

## Administració
| Període   | Identitat           | Partit |
| --------- | ------------------- | ------ |
| 2001-2008 | Jean-Pierre Poulain |        |
| 2008-     | Didier Corbinaud    |        |